# SOCOM: Forze Speciali
SOCOM: Forze Speciali (noto anche come SOCOM 4: U.S. Navy SEALs in Nord America e nelle regioni NTSC) è un videogioco sviluppato da Zipper Interactive e pubblicato da Sony Computer Entertainment per PlayStation 3. Il gioco è stato pubblicato il 19 aprile 2011 in Nord America, il 20 aprile 2011 in Europa, il 21 aprile in Giappone e Australasia, il 22 aprile in Regno Unito e Irlanda e il 29 aprile in Brasile. I server multiplayer sono stati chiusi il 28 gennaio 2014 da Sony.

## Trama
L'ufficiale NATO Cullen Gray, chiamato a rapporto assieme alla sua squadra speciale dal comandante James Gorman, giunge al centro comando NATO in una località remota della Malesia, dove un movimento estremista nominatosi "Naga" sta attentando alla stabilità del governo e si è appropriato dello Stretto di Malacca, maggiore risorsa idrica del pianeta. Gray, affiancato da due operatori speciali NATO (oppure Navy SEALs, in base alla versione del gioco) Wells e Schweitzer, e due sudcoreani della 707ª Unità per missioni speciali Chung e FortyFive (Quarantacinque nell'edizione italiana), è incaricato di scovare ed eliminare la testa dell'organizzazione per porre fine alla minaccia.
Prima che le forze speciali possano entrare in azione il centro di comando NATO viene attaccato, e il comandante Gorman ucciso in azione. Gray e la sua unità iniziano una serie di combattimenti sovversivi contro i ribelli guidati da Oracolo, un agente dell'MI6. Successivamente l'unità SOCOM raggiunge il luogo dello schianto dell'elicottero di un battaglione della 707ª sudcoreana, incaricata in precedenza di condurre un pattugliamento aereo dell'area, salvando due sopravvissuti.
Continuando a condurre ricognizioni notturne e mirate operazioni di guerriglia, la squadra riesce a sgominare le forze ribelli insediate nell'area e a catturarne il leader, Sibak Razad. Una volta sotto interrogatorio quest'ultimo rivela che un'organizzazione di contractor americana nota come Clawhammer rifornisce i suoi uomini di armi e risorse. Poco dopo Razad viene ucciso da un cecchino, e la squadra cade in un'imboscata da parte della Clawhammer. Sfuggita alla morte, la squadra speciale si interroga su cosa stia architettando l'organizzazione americana, e spedisce il tenente Park, esperta di spionaggio, in ricognizione. Il soldato scopre che il comandante Gorman è vivo e vegeto, e sta segretamente guidando le operazioni della Clawhammer. Inoltre viene a conoscenza che il loro piano è quello di affondare una nave carica di esplosivo in uno stretto, e di colpirla con un missile per distruggere il paese.
La squadra localizza la posizione del missile e combatte contro i contractor, riuscendo ad avere la meglio. Durante gli scontri Gray ordina alla squadra di mettere al sicuro una zona d'atterraggio, mentre si impegna nel disinnescare l'ordigno. Il capitano viene sorpreso da Gorman, che gli spara alle spalle. Il traditore spiega al capitano morente che distruggere il paese avrebbe permesso all'organizzazione di ricostruirvi un'economia, arricchendosi immensamente. Con le ultime forze Gray pugnala al collo Gorman con una penna e lo costringe alla fuga. Prima di abbandonarsi alla morte, raggiunto dalla squadra Gray elegge il tenente Park come nuovo comandante e le ordina di dare la caccia a Gorman.
Park guida il team tra le strade di Kuala Lampur a caccia dell'ex comandante, ed eliminando la resistenza. Oracolo riesce a individuare Gorman all'interno di un convoglio diretto in una stazione ferroviaria utilizzata come luogo d'evacuazione per fuggire dal paese. I SOCOM combattono le ultime guardie della Clawhammer, permettendo a Park di raggiungere Gorman e puntargli la pistola alla tempia. Il giocatore ha quindi la possibilità di scegliere il destino dell'uomo: se si sceglie di risparmiargli la vita quest'ultimo verrà gettato in carcere per il resto della sua vita, mentre se deciderà il contrario Park sparerà al traditore, getterà cuffie e armi a terra e se ne andrà. In nessuno dei due casi non sarà svelato il destino della squadra.

## Personaggi
Di seguito la lista dei personaggi della squadra speciale SOCOM: 
- Cullen "OpsCom" Gray: (caposquadra, primo personaggio giocabile) - 36 anni
- Schweitzer: (mitragliere pesante) - 30 anni
- Wells: (esperto in esplosivi e missioni di sicurezza) - 34 anni
- Park "FortyFive" Yon-Hee: (ex agente sotto copertura, di origine sudcoreana, secondo personaggio giocabile) - 30 anni
- Chung Kwan: (tattico e analista, di origine sudcoreana) - 25 anni

## Modalità di gioco

### Giocatore singolo
Nella Campagna in singolo il giocatore si ritroverà al comando di un team formato da quattro soldati a cui si potrà impartire degli ordini a piacimento oppure farli gestire in automatico da un'IA. Si potranno affrontare anche delle missioni pensate specificamente per la modalità cooperativa online, che presentano un'elevata configurabilità, alcuni elementi casuali e un livello di difficoltà spesso elevato che incoraggia ad eseguire un lavoro di squadra elaborato e ben ragionato.

#### Tabella delle forze speciali
| Lingua del sistema PS3 | Lingua del gioco | Nazionalità delle forze speciali                             |
| ---------------------- | ---------------- | ------------------------------------------------------------ |
| Danese                 | Danese           | Stati Uniti (Navy SEAL)                                      |
| Finlandese             | Finlandese       | Stati Uniti (Navy SEAL)                                      |
| Francese               | Francese         | Francia                                                      |
| Inglese                | Inglese          | Australia (versione europea del gioco)                       |
| Inglese                | Inglese          | Regno Unito (SAS, versione britannica del gioco)             |
| Inglese                | Inglese          | Stati Uniti (Navy SEAL, versione americana del gioco)        |
| Italiano               | Italiano         | Italia (9º Reggimento d'assalto paracadutisti "Col Moschin") |
| Norvegese              | Norvegese        | Stati Uniti (Navy SEAL)                                      |
| Olandese               | Olandese         | Paesi Bassi                                                  |
| Polacco                | Polacco          | Polonia                                                      |
| Portoghese             | Portoghese       | Portogallo                                                   |
| Russo                  | Russo            | Russia (Spetsnaz)                                            |
| Spagnolo               | Spagnolo         | Spagna                                                       |
| Svedese                | Svedese          | Stati Uniti (Navy SEAL)                                      |
| Tedesco                | Tedesco          | Germania                                                     |
| Turco                  | Inglese          | Australia                                                    |

### Multigiocatore
Il multigiocatore conta 32 giocatori fronteggiarsi in 5 modalità differenti. Oltre alle modalità competitive online il gioco permette di giocare la campagna singleplayer in cooperazione sino ad un massimo di cinque utenti online. A differenza dei vecchi SOCOM, il nuovo capitolo non include diverse modalità caratteristiche della serie, tra le quali Breach, Estrazione, Controllo, Scorta e Convoglio. Al loro posto vengono introdotte la modalità Soppressione, e tramite DLC, Demolizione.
- Soppressione: Classica modalità deathmatch a squadre.
- Uplink: In questa modalità una squadra attacca e una difende. La squadra che attacca ha il compito di scaricare dei dati da portatili sparsi lungo la mappa, mentre il team avversario deve impedirlo. Entrambe le squadre possono vedere la posizione dei portatili sulla minimappa.
- Ultima difesa: due squadre devono contendersi dei punti di controllo neutrali sparsi per la mappa di gioco. I punti di controllo permettono di svelare la posizione del quartier generale nemico, e si attivano rimanendo in posizione su di essi per 12 secondi. Se una squadra conquista un punto, la squadra avversaria dovrà attendere il doppio del tempo per riconquistarlo. La squadra che scova il QG nemico per prima è la vincitrice.
- Bomb Squad: una squadra è incaricata di difendere diversi siti di bombe attive, e impedire che la squadra avversaria riesca a disinnescarle[4].
- Demolizione (DLC): I due team si contendono una bomba situata al centro della mappa. L'obiettivo è quello di raccogliere la bomba, piazzarla nel quartier generale nemico e difenderne la detonazione. Se un giocatore muore portando la bomba, quest'ultima cade nel luogo in cui è morto il giocatore stesso.

## Sviluppo
SOCOM 4 è il primo titolo della serie per Playstation 3, il primo trailer è stato pubblicato l'8 marzo 2010.
Originariamente previsto in autunno 2010, il gioco è stato successivamente rimandato al 2011.
Il 19 gennaio 2011, tramite il PlayStation blog viene annunciata la beta per SOCOM 4. Per il mercato statunitense la beta è stata inserita con un codice da riscattare all'interno di alcune confezioni, a tiratura limitata, di Killzone 3. Per l'Europa la beta è stata distribuita agli abbonati PlayStation Plus il 23 marzo.
Il 28 gennaio 2011, tramite il Playstation Blog, Sony annuncia la data d'uscita del titolo: 19 aprile per il mercato americano e 20 aprile per quello europeo. Il giorno successivo Travis Steiner, capo designer di SOCOM 4, annuncia una nuova modalità online chiamata Last Defence.
L'8 aprile 2011 Sony annuncia che la versione Full Deployment Edition del titolo consente agli utenti di partecipare alla beta multiplayer di Resistance 3.

## Accoglienza
Il gioco ha ricevuto la sufficienza da parte della critica, che ne ha lodato principalmente il comparto multigiocatore.
L'aggregatore di recensioni Metacritic ha assegnato al titolo un voto complessivo di 67/100 su 64 recensioni. La rivista Gamereactor ha assegnato al titolo il voto di 6/10, mentre l'americana IGN 7/10.
La rivista Play Generation diede al gioco un punteggio di 85/100, apprezzando la grafica, il doppiaggio, il supporto a Move ed al 3D e la campagna cooperativa e come contro l'assenza di momenti epici nelle missioni e la componente tattica limitata, finendo per trovarlo un gioco d'azione solido e completo, che sacrificava la componente tattica tipica della serie per abbracciare un pubblico più ampio.